# Nesles-la-Vallée
Nesles-la-Vallée ist eine französische Gemeinde mit 1823 Einwohnern (Stand 1. Januar 2022) im Département Val-d’Oise in der Region Île-de-France; sie gehört zum Arrondissement Pontoise und zum Kanton Saint-Ouen-l’Aumône.

## Geographie
Nachbargemeinden von Nesles-la-Vallée sind Parmain, Hédouville, Frouville, Labbeville, Hérouville-en-Vexin, Auvers-sur-Oise und Valmondois. Ortsteile sind Fontenelles, la Frileuse und les Groux.
Das Gemeindegebiet gehört zum Regionalen Naturpark Vexin français.
Der Ort liegt im Tal des Flusses Sausseron.

## Bevölkerungsentwicklung
| Jahr      | 1962 | 1968 | 1975 | 1982 | 1990 | 1999 | 2008 |
| Einwohner | 1079 | 1081 | 1214 | 1297 | 1670 | 1829 | 1833 |

## Sehenswürdigkeiten
- Kirche Saint-Symphorien (1180–1185, Monument historique seit 1962[1]), mit Taufbecken aus dem 13. Jahrhundert (Monument historique)[2]
- Ferme de Bertheuil, der Kirche benachbart (15. Jahrhundert), früher Manoir de Nasselles genannt
- Croix des Friches (um 1200), Kreuz an der Grenze zu Parmain
- Manoir de Launay (um 1600)
- Ferme de Fontenelles (an der Straße nach Hérouville, 12./14. Jahrhundert)
- Pfarrhaus (18. Jahrhundert)
- Gewölbekeller am Boulevard Pasteur (14. Jahrhundert)
- Schloss La Garenne (19. Jahrhundert)
- Auberge du faison doré, Aufenthaltsort Robert Delaunays und Sonia Delaunays, Marc Chagalls, Albert Gleizes‘, Hans Arps und Le Corbusiers

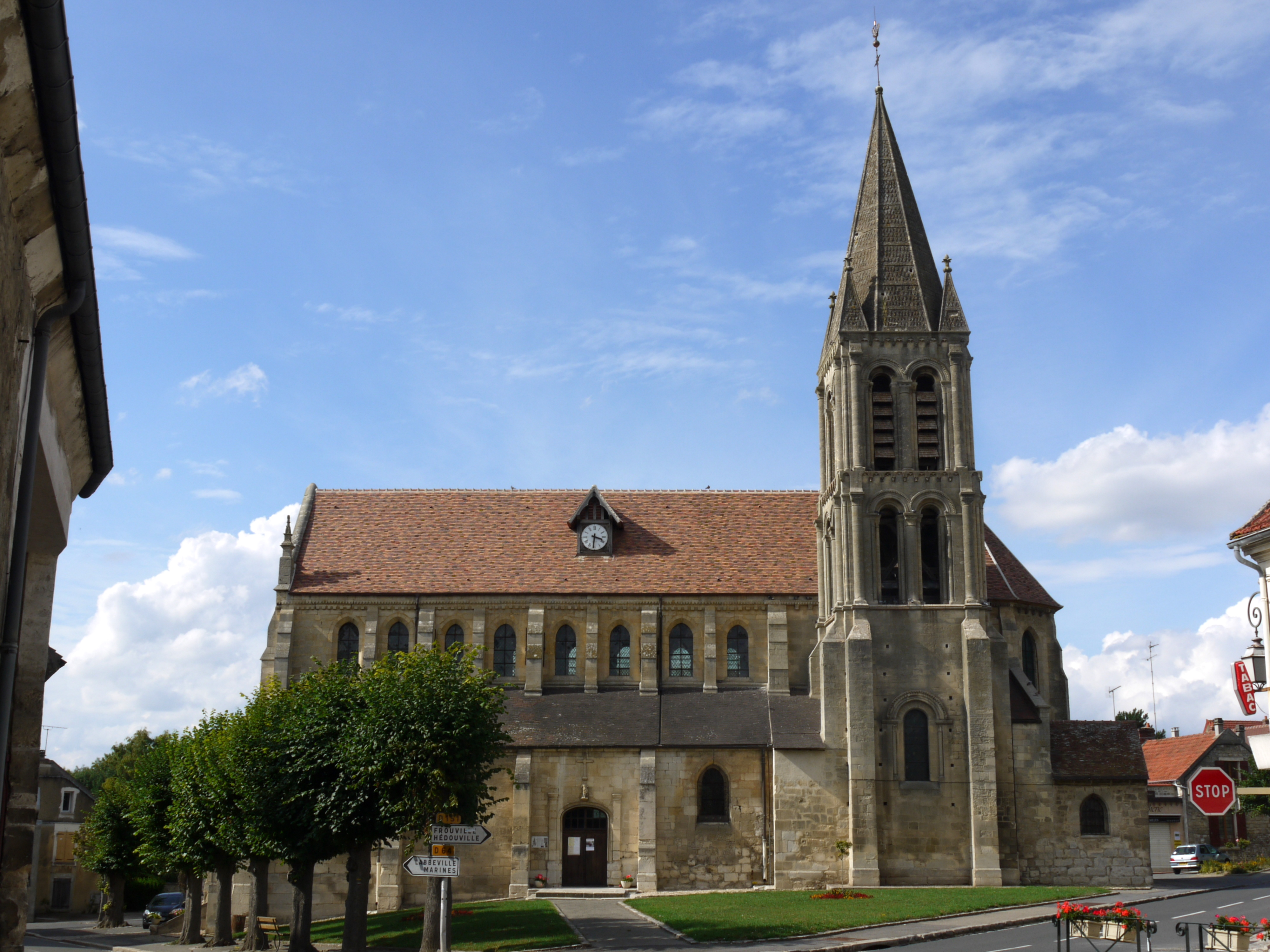
Saint-Symphorien
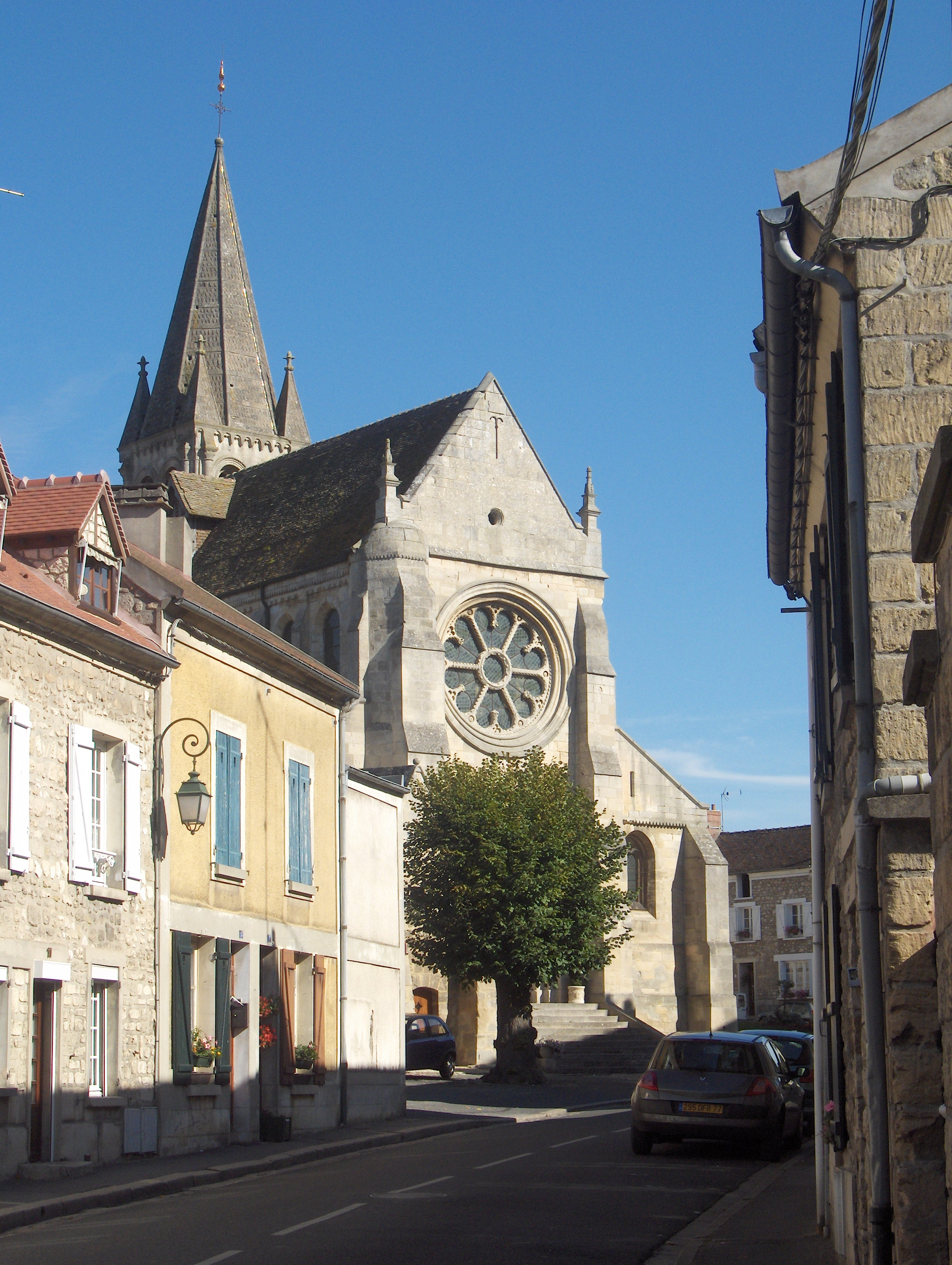
Saint-Symphorien
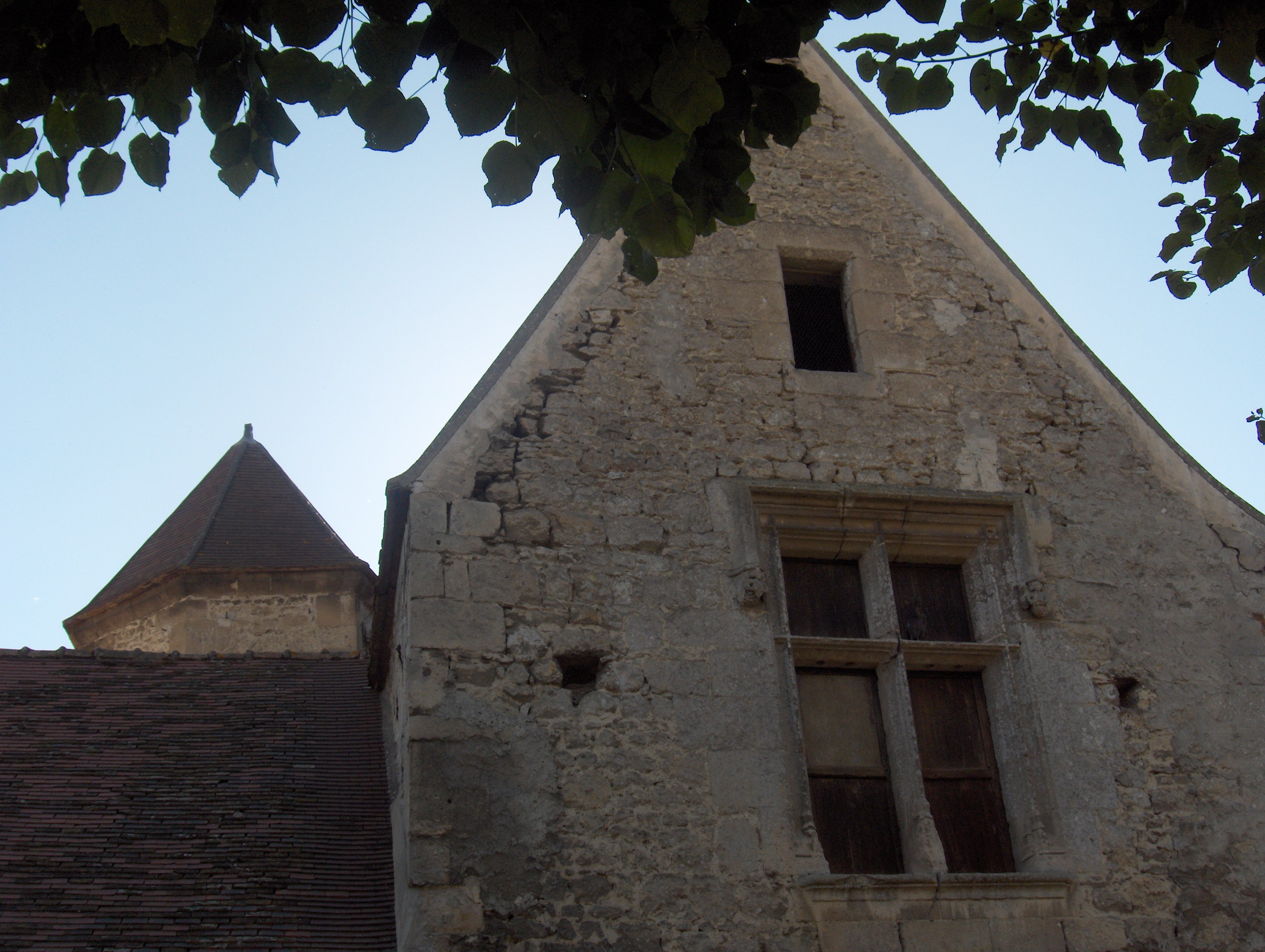
Ferme de Bertheuil
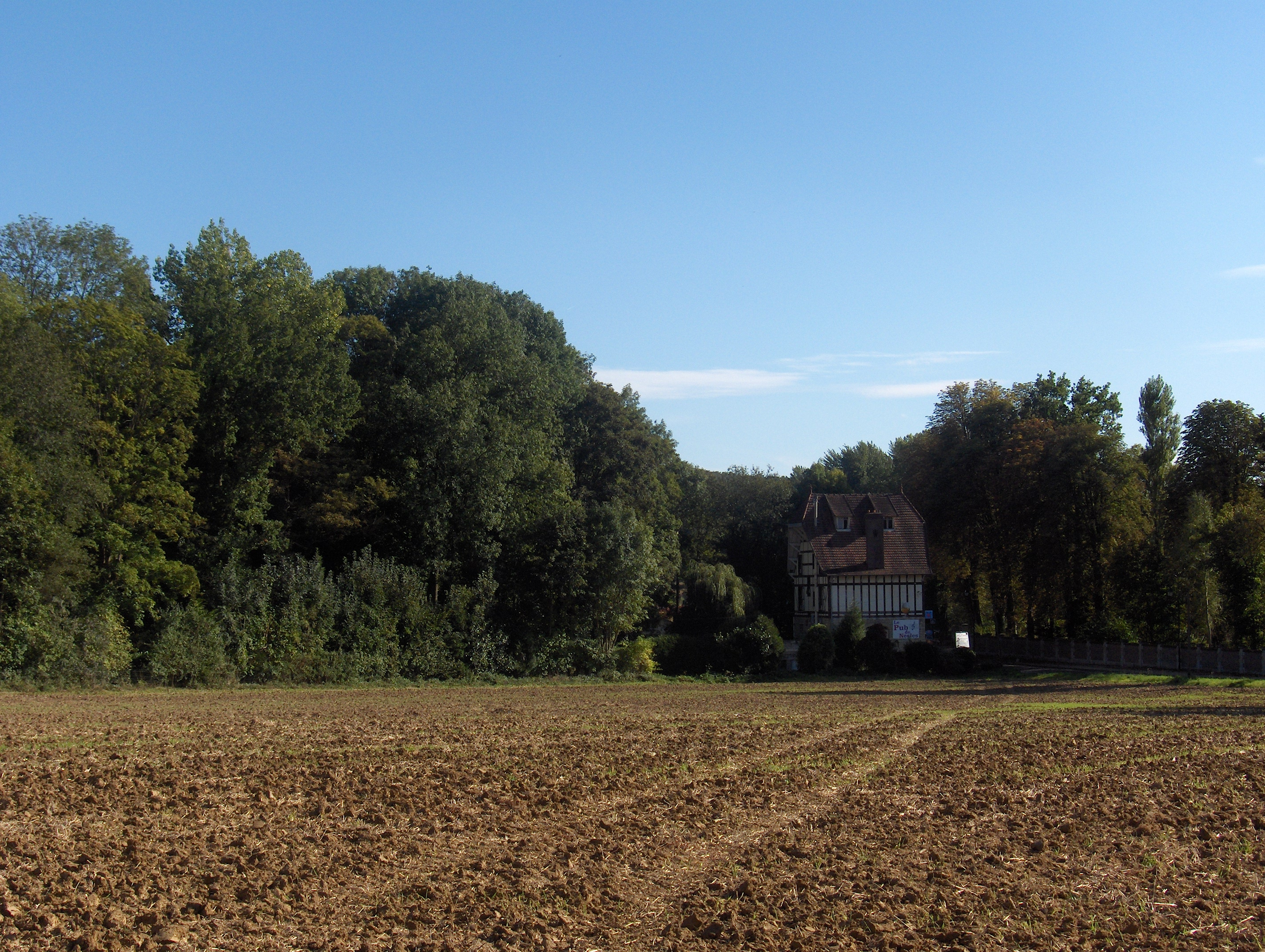
Auberge du faisan doré

## Persönlichkeiten
- Jean de Santeul (1630–1697), Dichter, lebte im Manoir de Launay
- Henri Maigrot („Henriot“, 1857–1933), Zeichner und Karikaturist, starb in Nesles-la-Vallée
- Émile Henriot (1889–1961), Schriftsteller, dessen Sohn, lebte in Nesles-la-Vallée
- Roland Dorgelès (1885–1973), Schriftsteller, lebte in Nesles-la-Vallée
- Paul Cézanne (1839–1906) malte die heute nach ihm benannte Moulin de Cézannes
- Die Künstlergruppe der Auberge du faison doré (siehe oben)
- Eugène Viollet-le-Duc (1814–1879), Architekt, Denkmalpfleger und Kunsthistoriker, nahm Zeichnungen der Ferme de Bertheuil (Taubenhaus) und des Manoir de Launay in sein Dictionnaire d'architecture auf
- Manuel Robbe (1872–1936), Maler und Graveur, lebte in Nesles-la-Vallée
- Jean Bossu (* 1912), Architekt in Algerien und Réunion, wurde in Nesles-la-Vallée geboren
- Robert Dorgebray (1915–2005), Radrennfahrer und Olympiasieger (1936), geboren in Nesles-la-Vallée